# Blue Dragon: Awakened Shadow
Blue Dragon: Awakened Shadow (ブルードラゴン 異界の巨獣 Burū Doragon: Ikai no Kyōjū?, "Blue Dragon: Great Beast of the Underworld") es un videojuego de rol de acción desarrollado por Mistwalker y tri-Crescendo y publicado por Namco Bandai en Japón y Europa y D3 Publisher en Norteamérica, para la Nintendo DS consola de videojuegos y es parte de Blue Dragon, su tercera entrega y es una secuela directa de Blue Dragon y Blue Dragon Plus. Hironobu Sakaguchi (creador de la serie), Akira Toriyama (diseñador de personajes) y Hideo Baba (gerente de marca de la serie Tales) están involucrados en el desarrollo del juego. Fue lanzado en Japón el 8 de octubre de 2009, en Norteamérica el 18 de mayo de 2010 y en la región PAL en septiembre del mismo año.

## Jugabilidad
A diferencia de sus predecesores, que eran un juego de rol tradicional por turnos y un juego de rol de estrategia, respectivamente, Blue Dragon: Awakened Shadow es un juego de rol de acción con combate en tiempo real. El jugador puede explorar campos 3D, atacar a los enemigos directamente e invocar sombras.
El juego le permite al jugador personalizar la apariencia de su personaje, como su género, peinados, cejas, ojos, voces, entre otros rasgos. Los jugadores pueden usar sus personajes personalizados en el modo multijugador con otros dos amigos, localmente o en línea.

## Personajes
Por primera vez en la serie, el jugador no juega como Shu y sus compañeros. En cambio, el jugador jugará como un protagonista personalizable sin nombre. Shu y sus amigos no son personajes jugables, sino miembros del grupo controlados por la IA.

## Recepción
| Recepción |              |
| --- | ------------ |
| Puntuaciones de reseñas Evaluador Calificación Metacritic 63/100 [ 4 ] Puntuaciones de críticas Publicación Calificación Eurogamer 4/10 [ 5 ] Famitsu 31/40 [ 6 ] GameSpot 7/10 [ 7 ] GameZone 5.5/10 [ 8 ] IGN 8/10 [ 9 ] Nintendo Life [ 10 ] Nintendo Power 7.5/10 [ 11 ] RPGamer 2/5 [ 12 ] RPGFan 80% [ 13 ] Metro 3/10 [ 14 ] |              |
| Puntuaciones de reseñas |              |
| Evaluador | Calificación |
| Metacritic | 63/100       |
| Puntuaciones de críticas |              |
| Publicación | Calificación |
| Eurogamer | 4/10         |
| Famitsu | 31/40        |
| GameSpot | 7/10         |
| GameZone | 5.5/10       |
| IGN | 8/10         |
| Nintendo Life | [ 10 ]       |
| Nintendo Power | 7.5/10       |
| RPGamer | 2/5          |
| RPGFan | 80%          |
| Metro | 3/10         |

El juego recibió críticas "mixtas" según el sitio web de agregación de reseñas Metacritic. En Japón, Famitsu le dio una puntuación de dos ochos, un siete y un ocho para un total de 31 de 40. 1Up.com resumió la postura de la revista sobre el juego como "un RPG de acción estándar sólido pero no un juego excepcional". Famitsu elogió la cantidad de contenido adicional incluido en el juego, como personalización de personajes, síntesis de elementos y batallas contra jefes, pero señaló que las batallas en la pantalla inferior de la DS y el estado en la pantalla superior pueden causar Algunos problemas para el jugador. También notaron que había una gran cantidad de escenas en el juego que pueden hacer que el jugador "a veces se sienta como un espectador pasivo".